# Jiabiangou
Pour les articles homonymes, voir Famine en Chine.

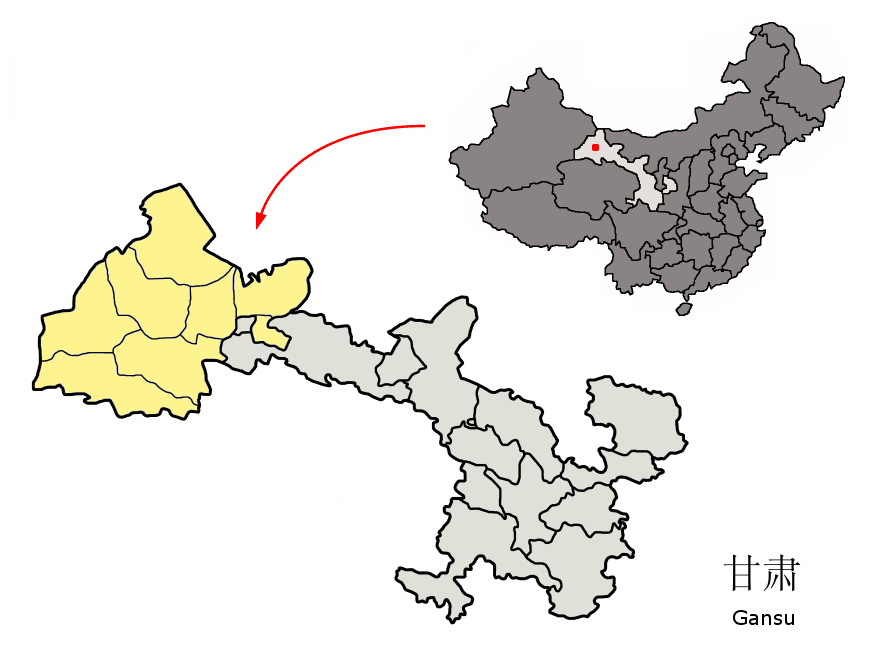
L'emplacement de Jiuquan dans la province du Gansu, où se trouvait le camp de travail de Jiabiangou.

Jiabiangou (chinois simplifié : 夹边沟 ; pinyin : Jiābiān'gōu ; litt. « enfoncé entre les fossés ») est une ancienne ferme camp de travaux forcés (laogai) localisée dans un secteur sous administration de la ville de Jiuquan dans la région du désert du nord-ouest de la Province  du Gansu,. Le camp était en usage pendant le mouvement anti-droitier dans les années 1957 à 1961. Lorsqu'il était en opération, il contenait approximativement 3 000 prisonniers politiques, dont environ 2 500 sont morts à Jiabiangou, principalement de famine,,,.

## Historique
Jiabiangou était un camp de "rééducation par le travail", qui a été utilisé pour emprisonner des intellectuels et d'anciens fonctionnaires gouvernementaux qui ont été déclarés « droitistes » lors du mouvement anti-droitier du Parti communiste chinois,. Le camp est situé à 27 km au nord-est de la ville de Jiuquan, au bord du désert de Badain Jaran.
Certains détenus ont été envoyés à Jiabiangou parce qu'ils avaient des parents qui travaillaient avec ou détenaient une fonction dans le gouvernement du Kuomintang. Conçu au début comme une prison pouvant détenir 40 à 50 criminels, le camp surpeuplé hébergea 3 000 prisonniers politiques,. En conséquence, l'agriculture dans le secteur du camp a été limitée à de petites parcelles de prairie dans une oasis entourée de marais salants et de déserts. Pourtant, aucune ressource alimentaire externe n'a été donnée aux prisonniers.
Le résultat fut une famine qui a commencé en automne 1960. Pour survivre, les prisonniers mangeaient des feuilles,, des écorces d'arbre,, des vers et des rats,, des déjections humaines et animales, et la chair d'autres détenus décédés,,. Les corps des morts étaient laissés non-enterrés dans les dunes entourant le camp, car les prisonniers qui survivaient étaient trop faibles pour les enterrer. La famine à Jiabiangou s'est produite pendant le Grand Bond en avant (1958-1961) et la Grande famine en Chine (1959-1962), dont on estime qu'elle a causé plusieurs millions de décès supplémentaires.
En décembre 1960, des membres officiels supérieurs du Parti communiste ont appris la situation dans le camp et ont lancé une investigation. En conséquence, des amnisties ont été attribuées aux survivants et la population restante du camp a été évacuée au début de 1961. Au mois d'octobre 1961, le gouvernement a demandé la fermeture de Jiabiangou et d'étouffer l'affaire. Les autorités du Gansu ont assigné un médecin à l'élaboration de rapports médicaux pour chaque détenu mort, déclarant diverses causes naturelles de décès, mais ne mentionnant jamais la famine.

## Mémoires
Des histoires romancées en partie de souvenirs de première main de treize survivants du camp ont été présentées dans le livre "Woman from Shanghai: Tales of Survival From a Chinese Labor Camp" ("La femme de Shanghai : Contes de survie d'un camp de travail chinois") par Xianhui Yang (publié à l'origine sous le titre "Farewell to Jiabiangou" (Adieu Jiabiangou), chinois : 告别夹边沟 ; pinyin : Gàobié Jiābiāngōu, traduit en anglais par Wen Huang avec le soutien d'une bourse de 2007 du PEN Translation Fund). Ce livre a également été traduit en français et vient d'être publié par les Éditions Balland (juin 2010) sous le titre "Le Chant des martyrs". Un autre rapport fondé sur les entretiens avec les survivants est donné dans "The Tragedy at Jiabiangou" (La Tragédie à Jiabiangou) par Xu Zhao (2008), Éditions de la fondation de recherche sur les laogais(zh).
Un film, intitulé Le Fossé (夹边沟, (The Ditch en anglais), réalisé, en 2010, par le documentariste Wang Bing, et sorti en 2012 en France, retrace une série d'évènements ayant eu lieu à Jiabiangou. Le film, tourné sans autorisation, est interdit en Chine, mais est diffusé avec des reproductions pirates.